# Thomas Schaible
Thomas Schaible (* 1. August 1960 in Schönbronn) ist ein deutscher Arzt für Kinder- und Jugendmedizin und Neonatologie und Hochschullehrer.

## Leben
Thomas Schaible studierte 1979 bis 1986 Medizin an der Eberhard Karls Universität Tübingen und promovierte dort 1989 mit einer „Analyse der Speziellen Herzdiagnostik im ersten Lebensjahr in Tübingen 1972-83“. Nach der Approbation als Arzt 1986 absolvierte er bis 1991 seine Facharztausbildung an der Kinderklinik der Universität Ulm. Danach war er zunächst als Kinderarzt am Kreiskrankenhaus Böblingen tätig, dann als Weiterbildungsassistent an der Medizinischen Universität zu Lübeck. 1997 wurde er zum Oberarzt der Kinderklinik des Universitätsklinikums Mannheim ernannt. 2013 habilitierte er an der Medizinischen Fakultät Mannheim der Universität Heidelberg mit dem Thema „Standardisierung der Diagnostik und Therapie bei angeborener Zwerchfellhernie“ und erhielt die Venia Legendi. 2014 wurde er Direktor der Klinik für Neonatologie am Universitätsklinikum Mannheim.

## Arbeitsschwerpunkte
Thomas Schaible ist approbierter Facharzt für Kinder- und Jugendmedizin und verfügt über die Zusatzweiterbildung ‚Neonatologie‘ und ‚Pädiatrische Intensivmedizin‘. In diesen Gebieten hat er auch die Ausbildungsberechtigung. Darüber hinaus ist er Trainer für Beatmung und Intensivmedizinisches Management.
Zu seinen klinischen Schwerpunkten gehören die Neonatologie, die Behandlung von Lungenversagen im Kindesalter mit Extrakorporaler Membranoxygenierung (ECMO) und die Versorgung von angeborenen Zwerchfellhernien.

## Forschungsschwerpunkte
Sein wissenschaftliches Interesse liegt vor allem auf klinischen Studien mit Frühgeborenen, der Weiterentwicklung der Extrakorporalen Membranoxygenierung (ECMO) sowie der Behandlung und Langzeitprognose von angeborenen Zwerchfellhernien. In diesem Forschungsbereich nimmt er am CDH Euroconsortium teil.
Thomas Schaible ist als Reviewer für zahlreiche Fachmagazine tätig, darunter Critical Care Medicine, Intensive Care Medicine, European Respiratory Journal, Klinische Pädiatrie, Journal of Pediatric Surgery, Archives Disease of Childhood, Pediatric Critical Care und das British Journal of Clinical Pharmacology.

## Mitgliedschaften
Thomas Schaible ist Mitglied in folgenden Fachgesellschaften:
- Deutsche Gesellschaft für Kinderheilkunde und Jugendmedizin
- Gesellschaft für Neonatologie und Pädiatrische Intensivmedizin
- Deutsche Interdisziplinäre Vereinigung für Intensivmedizin